# Konica Minolta Dynax 7D

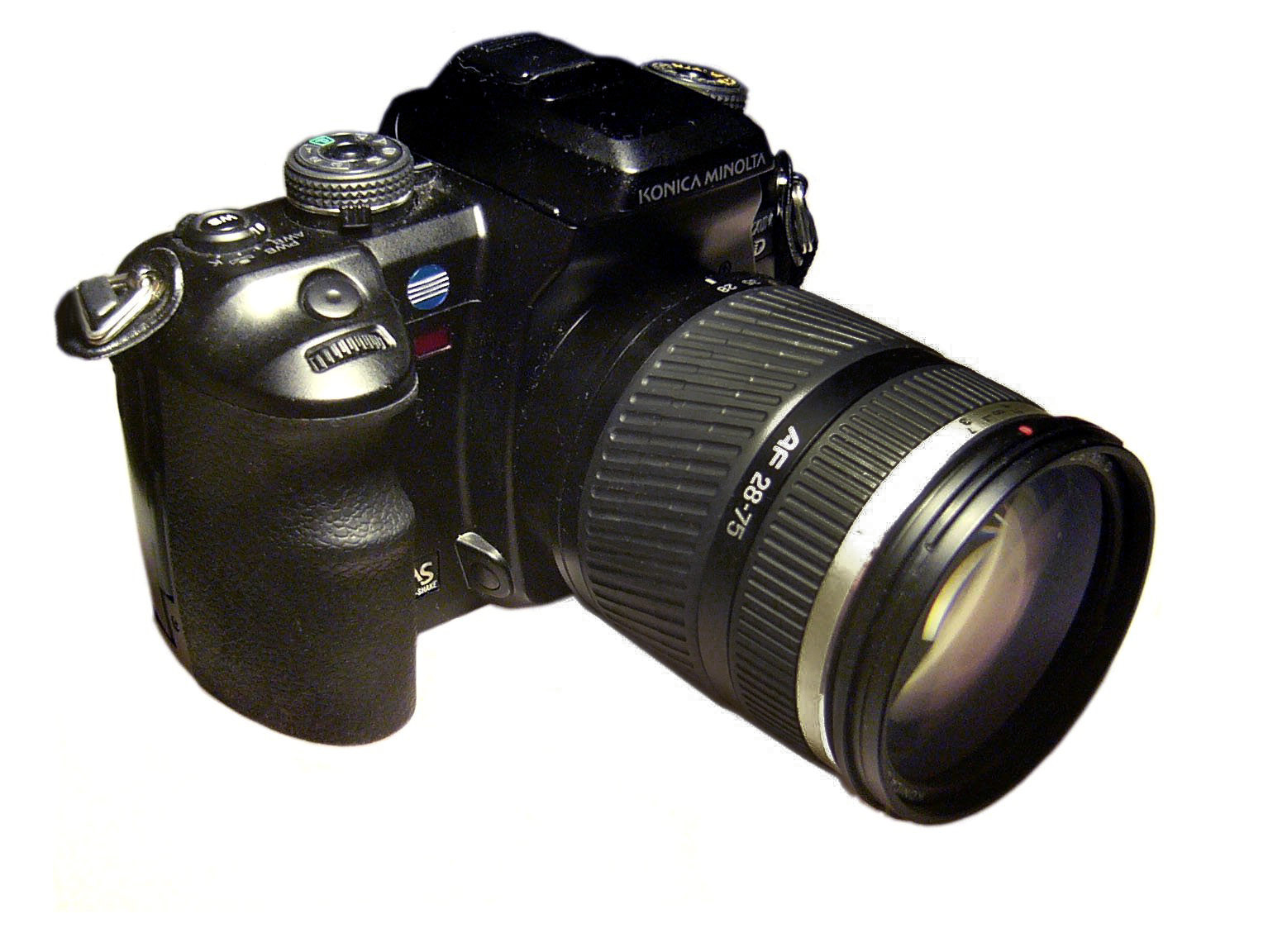
Konica Minolta Dynax 7D z obiektywem AF 28-75 mm.

Konica Minolta Dynax 7D (W USA Konica Minolta Maxxum 7D, w Japonii α-7 Digital) – pierwsza lustrzanka cyfrowa produkowana przez firmę Konica Minolta w latach 2004-2006, oparta na analogowym modelu Dynax 7.
Premiera aparatu miała miejsce we wrześniu 2004 roku. Była to jedyna wówczas na rynku lustrzanka ze stabilizacją w korpusie. Na rynku amerykańskim aparat dystrybuowany był pod nazwą Konica Minolta Maxxum 7D, natomiast na japońskim – α-7 Digital.

## Podstawowe dane techniczne
- typ: lustrzanka cyfrowa z wbudowaną lampą błyskową i wymiennymi obiektywami (bagnet A)
- matryca: rozdzielczość efektywna ok. 6,3 megapikseli
- maksymalna rozdzielczość: 3008×2000 pikseli
- typ przetwornika obrazu: przetwornik CCD formatu APS-C (23,5×15,7 mm)
- czułość ISO: odpowiednik ISO 100-3200
- nośniki: CompactFlash typu I i II
- monitor: LCD o przekątnej 2,5 cala
- stabilizacja obrazu: tak (CCD Anti-Shake)
- waga: ok. 760 g (bez akumulatora i karty pamięci)
- wymiary (szerokość×wysokość×głębokość): 150×106×77,5 mm